# Cambises II
Cambises II ―llamado en persa کمبوجیه Kambujiya― (muerto en 523 a. C.) fue un rey de Persia entre el 530 y el 523 a. C. de la dinastía aqueménida, hijo y heredero del fundador del Imperio persa, Ciro II el Grande.

## Ascenso al trono
Cuando Ciro II conquistó Babilonia en 539 a. C., Cambises fue el encargado de dirigir las ceremonias religiosas (según cuenta la Crónica de Nabónido), y en el cilindro que contiene la proclamación de Ciro a los babilonios, el nombre de Cambises está ligado al de su padre en las oraciones a Marduk. En una tablilla fechada en el primer año de reinado de Ciro, se menciona a Cambises como rey de Babel. 
Pero su autoridad debió ser efímera, pues hasta 530 a. C. no fue asociado al trono, cuando su padre partió hacia su última campaña contra los masagetas del Asia Central. Se han hallado numerosas tablillas en Babilonia de este momento de su ascensión y de su primer año de reinado, y donde Ciro es denominado «rey de naciones» (sinónimo de «rey del mundo»).
Tras la muerte de su padre en la primavera del 530 a. C., se convirtió en el soberano único del Imperio persa. Las tablillas encontradas en Babilonia acerca de su reinado abarcan hasta su octavo año de reinado, concretamente hasta marzo del 523 a. C. Heródoto establece la duración de su reinado en siete años y cinco meses, desde el año 530 a. C. hasta el verano del 523 a. C.

## Campañas africanas
Tras la conquista de los países asiáticos por Ciro, era esperable que Cambises emprendiera la conquista de Egipto, el único estado independiente que subsistía en Oriente. Según la inscripción de Behistún de Darío I, antes de partir con su expedición, mandó asesinar a su hermano Esmerdis, a quien Ciro había designado gobernador de las provincias orientales. Los autores griegos clásicos dicen por el contrario que su asesinato se produjo tras la conquista de Egipto.
La guerra comenzó en 525 a. C., cuando al faraón Ahmose II lo sucedió su hijo Psamético III. Cambises había preparado la marcha de su ejército a través del desierto del Sinaí con la ayuda de tribus árabes, que le prepararon depósitos de agua, esenciales para que las tropas pudieran cruzar el desierto. 
La esperanza del anterior faraón egipcio, Ahmose II, para conjurar la amenaza persa se basaba en una alianza con los griegos.
Pero su esperanza fue vana cuando comprobó que las ciudades chipriotas y el tirano Polícrates de Samos (quien poseía una poderosa flota) decidieron pasarse al bando persa, como también hiciera Fanes de Halicarnaso, comandante de las tropas griegas mercenarias en Egipto, y el egipcio Udjahorresne de Sais, jefe de la flota egipcia.

## Faraón

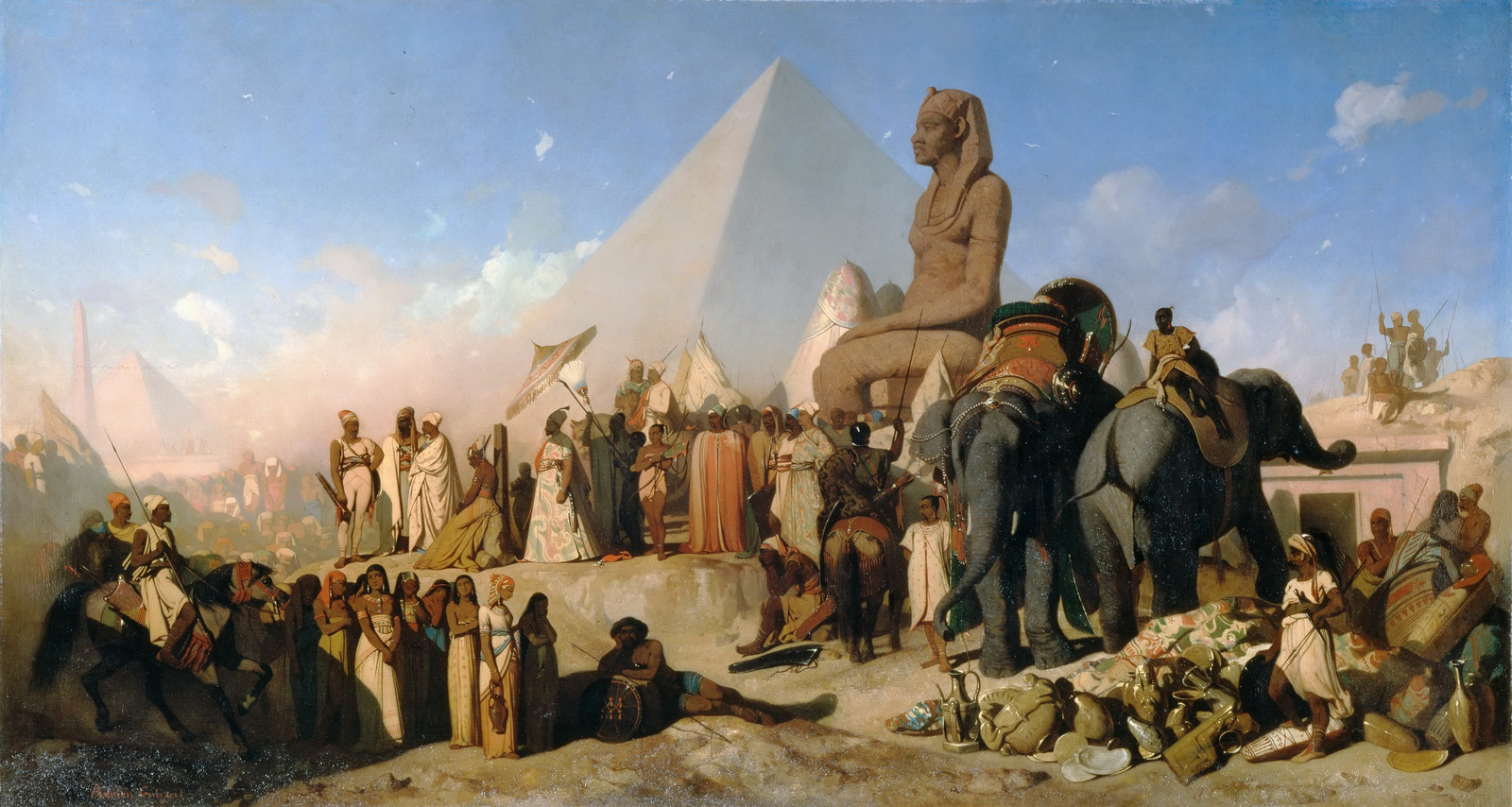
Psamético III ante Cambises II. Museo del Louvre.

Finalmente, en la decisiva batalla de Pelusio, los persas derrotaron a los egipcios. Poco después, Menfis caía en manos de Cambises. Psamético III fue capturado y ejecutado tras intentar una rebelión. Las inscripciones egipcias de este periodo muestran que Cambises adoptó oficialmente los títulos y costumbres de los faraones, si bien no ocultó su desprecio por las costumbres y la religión egipcia.
Desde Egipto, Cambises planeó la conquista de los reinos nubios de Napata y Meroe, en el actual Sudán. Pero su ejército no pudo atravesar el desierto nubio, sufriendo elevadas pérdidas que le obligaron a retirarse. En una inscripción en Napata, actualmente en el Museo Egipcio de Berlín, el rey nubio Nastesen describe su victoria sobre las tropas de Kembasuden, personaje que se identifica con Cambises, y la captura de sus barcos.
Otra expedición de Cambises al oasis de Siwa también fracasó. A su vez, tuvo que renunciar a la conquista de Cartago por la negativa de sus marineros fenicios a atacar a sus compatriotas. Estos eran indispensables para cruzar el Mediterráneo y salvar así el desierto libio.

## Últimos años
Mientras Cambises llevaba a cabo estas tentativas de expansión por África, en Persia un mago llamado Gaumata se hizo pasar por el hermano de Cambises, Bardiya/Esmerdis, que el rey había ordenado matar previamente en secreto, ante el temor de que se rebelase contra él tras partir hacia Egipto. De esta manera Gaumata consiguió el apoyo del pueblo, tras dictar varias medidas favorables, por lo que Cambises decidió emprender el retorno a Persia y castigar al usurpador. 
Sin embargo, al comprobar que no podría vencer la revuelta, acabó suicidándose en marzo del 523 a. C., tal como narra Darío I en la inscripción de Behistún, mientras que Heródoto y Ctesias afirman, con menor credibilidad, que su muerte se debió a un accidente. Heródoto narra que Cambises murió en Ecbatana de Siria, la actual Hama; Flavio Josefo señala que su muerte se produjo en Damasco; mientras que Ctesias aboga por la ciudad de Babilonia, algo difícilmente posible.

## Tradiciones
Hay varias fuentes principales que proporcionan la información acerca del reinado de Cambises, entre las que destacan las de los autores griegos Heródoto y Ctesias. El primero habla de Cambises en su relato de la historia de Egipto, donde Cambises aparece como el hijo legítimo de Ciro y de Nitetis, hija del faraón Apries. La muerte de Apries a manos del usurpador Amosis II fue lo que decidió a Cambises a vengarse del usurpador.
Esta versión de la historia es corregida por las tradiciones persas que también recoge Ctesias, junto con Heródoto, y que explican que Cambises deseaba contraer matrimonio con una de las hijas de Amosis, pero el faraón egipcio, consciente de que solo las mujeres persas eran declaradas reinas consortes, comprendió que su hija acabaría formando parte del harén real persa con un rango menor al de esposa. De esta forma decidió enviar a Cambises a una hija de su predecesor Apries, quien, humillado al descubrir este engaño, decidió vengarse preparando la invasión de Egipto.
Amosis ya había muerto cuando Cambises acometió la conquista del país, por lo que su venganza recayó en su hijo Psamético III, al que hizo beber la sangre del dios-toro Apis, por lo cual fue castigado con la locura, según las fuentes clásicas. Así, Cambises en su locura acabó con las vidas de su hermano y de su hermana Roxana, perdiendo finalmente su imperio a manos de un usurpador, y muriendo a causa de una herida (quizás autoinducida) en la cadera, el mismo lugar donde había mandado herir al animal sagrado. Otra historia relacionada con Cambises es la de Fanes de Halicarnaso, el jefe de los mercenarios griegos al servicio del faraón Amosis II, que decidió buscar la protección del rey persa, y que pagó su traición con la cruel muerte de sus dos hijos, que permanecieron en Egipto.
La tradición persa, por el contrario, cuenta que la causa de su locura fue el asesinato de su hermano Esmerdis, lo cual, unido a los abusos de la bebida, fueron señalados como causas de su prematura ruina.
Todas estas tradiciones se basan en diferentes pasajes tardíos de Heródoto, complementados con detalles familiares poco fiables de los fragmentos de Ctesias. Con la excepción de la escasa información que proporcionan las tablillas babilonias y algunas inscripciones egipcias, la única fuente de información coetánea que poseemos del reinado de Cambises es el relato de Darío I en la inscripción de Behistún. Por ello, es difícil tener una imagen fidedigna acerca del aunténtico carácter de Cambises, si bien todo apunta a que se comportó como un soberano despótico y sanguinario.

## El ejército perdido

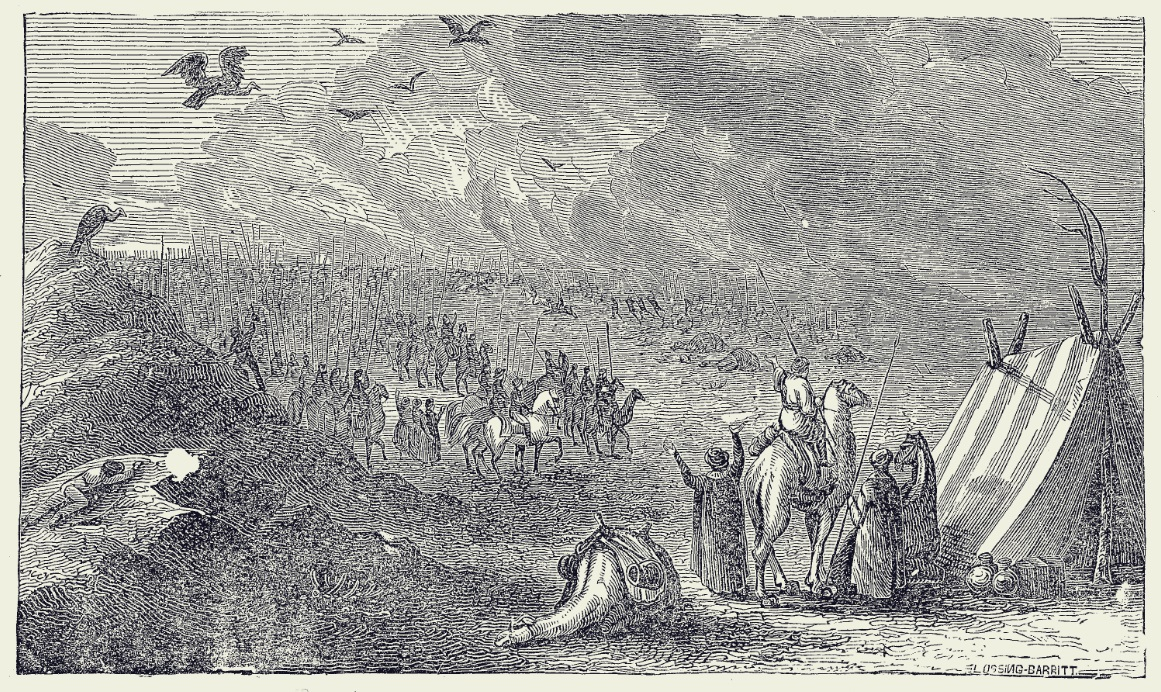
Cambises en Egipto. Grabado del.

Según Heródoto, Cambises envió un ejército de 50.000 hombres para someter al oráculo de Amón, ubicado en el oasis de Siwa. Cuando ya había atravesado la mitad del desierto que separa el oasis del valle del Nilo, una tormenta de arena sorprendió a sus hombres, sepultándolos para siempre. Muchos egiptólogos consideran esta historia como una leyenda, si bien mucha gente ha tratado de encontrar los restos de este ejército durante mucho tiempo. 
Entre ellos se cuentan el conde László Almásy (en el que se basa la novela El paciente inglés, de Michael Ondaatje) y el moderno geólogo Tom Brown. La novela de Paul Sussman, El enigma de Cambises, narra la historia de las expediciones arqueológicas que rivalizaron en busca de sus restos.
En noviembre de 2009, los arqueólogos italianos Ángelo y Alfredo Castiglioni aseguraron haber encontrado restos de soldados sepultados bajos las arenas del desierto del Sáhara, al sur de Siwa. Hallaron artefactos aqueménidas que datan de la época de Cambises: armas de bronce, un brazalete de plata, pendientes y cientos de huesos humanos.

## Titulatura
| Titulatura | Jeroglífico | Transliteración (transcripción) - traducción - (referencias) |

| G5 |

| G5 |

| F36 | N16 · N16 |

| F36 | N16 · N16 |

| F36 | N16 · N16 |

| F36 | N16 · N16 |

| G5 |

| G5 |

| F36 | N16 · N16 |

| F36 | N16 · N16 |

| F36 | N16 · N16 |

| F36 | N16 · N16 |

| N5 | F31 | G43 | U33 |

| N5 | F31 | G43 | U33 |

| N5 | F31 | G43 | U33 |

| N5 | F31 | G43 | U33 |

| N5 | F31 | G43 | U33 |

| N5 | F31 | G43 | U33 |

| N5 | F31 | G43 | U33 |

| N5 | F31 | G43 | U33 |

| N5 | F31 | G43 | U33 |

| N5 | F31 | G43 | U33 |

| N5 | F31 | G43 | U33 |

| N5 | F31 | G43 | U33 |

| N5 | F31 | G43 | U33 |

| N5 | F31 | G43 | U33 |

| N5 | F31 | G43 | U33 |

| N5 | F31 | G43 | U33 |

| V31 | G17 | D58 | M17 | V13 · X1 |

| V31 | G17 | D58 | M17 | V13 · X1 |

| V31 | G17 | D58 | M17 | V13 · X1 |

| V31 | G17 | D58 | M17 | V13 · X1 |

| V31 | G17 | D58 | M17 | V13 · X1 |

| V31 | G17 | D58 | M17 | V13 · X1 |

| V31 | G17 | D58 | M17 | V13 · X1 |

| V31 | G17 | D58 | M17 | V13 · X1 |

| V31 | G17 | D58 | M17 | V13 · X1 |

| V31 | G17 | D58 | M17 | V13 · X1 |

| V31 | G17 | D58 | M17 | V13 · X1 |

| V31 | G17 | D58 | M17 | V13 · X1 |

| V31 | G17 | D58 | M17 | V13 · X1 |

| V31 | G17 | D58 | M17 | V13 · X1 |

| V31 | G17 | D58 | M17 | V13 · X1 |

| V31 | G17 | D58 | M17 | V13 · X1 |